# Dardanos (stad)
Dardanos var en forntida stad i Mindre Asien, vid Dardanellerna, mellan Ilion och Abydos. Den var en eolisk koloni. Under det peloponnesiska kriget ägde två sjöslag rum utanför Dardanos mellan atenarna och peloponneserna år 411 f.Kr. I Dardanos slöts fred mellan Sulla och Mithridates VI Eupator av Pontus 84 f.Kr.. Staden har fortlevt under bysantinsk tid. Fyra eller fem biskopar av Dardanos är namngivna från 400-talet till 800-talet. Dardanos förekommer sist i handlingar från 1400- eller 1500-talet. Fort Dardanos var ett turkisk fort i trakten som deltog i inledningsfasen av slaget vid Gallipoli.
Enligt legenden ska staden grundats av den mytiske kung Dardanos.